# Бетті Додсон
Бетті Додсон (англ. Betty Dodson; 24 серпня 1929 — 31 жовтня 2020) — американська секс-просвітниця. Художниця за освітою, організовувала шоу еротичного мистецтва в Нью-Йорку, перш ніж очолити про-сексуальний фемрух. Семінари та керівництва Додсон спонукають жінок мастурбувати, часто у групах.

## Рання кар'єра
Додсон вирушила до Нью-Йорка навчатися мистецтву в 1950 році, і з 1962 року жила на Медісон-авеню в Манхеттені. В 1959 одружилася з Фредеріком Ліфом, директором з реклами, розлучилася в 1965, і почалося її прагнення до сексуального самопізнання. Додсон провела першу виставку еротичного мистецтва за участю однієї жінки в галереї Вікершем у Нью-Йорку в 1968. У 1987 році були опубліковані її мемуари та навчальна серія журналу Ms. «Секс для одного». Пізніше видавництво Random House широко опублікувало цю роботу, і вона була перекладена 25 мовами.
Додсон розкритикувала книгу Ів Енслер «Монологи вагіни», яка, на її думку, має негативний і обмежуючий погляд на сексуальність та античоловічі упередження.
Додсон здобула науковий ступінь у неакредитованому Інституті перспективних досліджень сексуальності людини за дослідницьку роботу в галузі сексуальності.

## Секс-семінари та коучинг

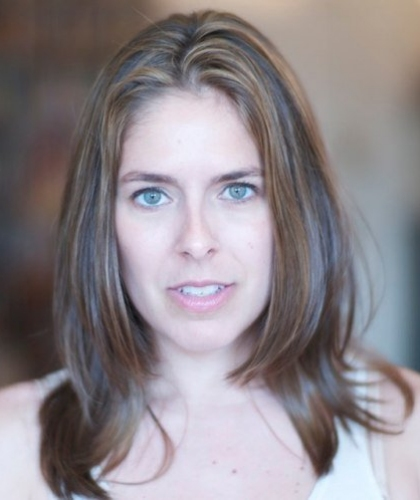
Карлін Рос

Додсон стала активною учасницею секс-позитивного руху наприкінці 1960-х.
З 1970-х років вона організовувала майстер-класи з бодісексу. Бодісекс — це практика, розроблена Бетті Додсон, щоб допомогти жінкам встановити зв'язок зі своїм тілом і ерогенними зонами, позбутися сорому, покращити сприйняття задоволення та розвинути любов до себе. На семінарах жінок вчили досліджувати своє тіло і мастурбувати разом, щоб дізнатися під керівництвом, як отримати оргазм на самоті та з сексуальним партнером. У її двогодинних сеансах брали участь 15 оголених жінок, кожна з яких використовувала вібратор Hitachi Magic Wand для мастурбації . Вона рекомендувала жінкам накривати вульву невеликим рушником, щоб притупити відчуття та подовжити задоволення. Суть її методу полягала в одночасної стимуляції вагіни та голівки клітора. Додсон навчила тисячі жінок досягати оргазму за допомогою цієї техніки.
Вона багато років працювала з адвокаткою Карлін Росс як ділова партнерка, проводили свої семінари вони в основному разом.
Дослідження 2007 року перевірило «Метод Бетті Додсон» у груповій терапії за участю 500 жінок з аноргазмією. З 500 жінок 465 (93 %) пережили оргазм під час терапії, 35 (7 %) — ні. У дослідженні 2021 року жінки знову описують жіночі техніки приємного вагінального сексу, яким навчила Додсон («Рибалка, розгойдування, мілководдя, сполучення»).

## Пізніша кар'єра
Додсон опублікувала мемуари «Секс за задумом» у 2010 році.
У 2014 році Додсон заявила, що вважає себе феміністкою четвертої хвилі, назвавши попередні хвилі фемінізму банальними та антисексуальними. У 2014 році Додсон працювала з жінками, щоб з'ясувати їхні сексуальні бажання за допомогою мастурбації. Додсон сказала, що її робота отримала підтримку аудиторії молодих, успішних жінок, які ніколи не мали оргазму. Сюди входять феміністки четвертої хвилі — ті, хто заперечує позицію антизадоволення, за яку, на їхню думку, виступають феміністки третьої хвилі.
Бетті Додсон померла 31 жовтня 2020 року у віці 91 року від цирозу печінки в будинку для людей похилого віку на Манхеттені.

### Інші автори
- Muscio, Inga (13 березня 2018). Cunt: A Declaration of Independence (вид. 20th anniversary). New York. ISBN 978-1-58005-664-9.